# Municipio de Sioux (condado de Lyon)
El municipio de Sioux (en inglés: Sioux Township) es un municipio ubicado en el condado de Lyon en el estado estadounidense de Iowa. En el año 2010 tenía una población de 311 habitantes y una densidad poblacional de 3,53 personas por km².

## Geografía
El municipio de Sioux se encuentra ubicado en las coordenadas 43°28′7″N 96°30′56″O / 43.46861, -96.51556. Según la Oficina del Censo de los Estados Unidos, el municipio tiene una superficie total de 88.04 km², de la cual 88,04 km² corresponden a tierra firme y (0 %) 0 km² es agua.

## Demografía
Según el censo de 2010, había 311 personas residiendo en el municipio de Sioux. La densidad de población era de 3,53 hab./km². De los 311 habitantes, el municipio de Sioux estaba compuesto por el 98,07 % blancos, el 1,61 % eran de otras razas y el 0,32 % eran de una mezcla de razas. Del total de la población el 2,57 % eran hispanos o latinos de cualquier raza.